# Лондон, Джордж (архитектор)
Джордж Ло́ндон (англ. George London; ок. 1640 — 1714) — английский ландшафтный архитектор, лесовод и садовод. Известен как создатель вместе с Генри Уайзом Хэмптон-Кортского лабиринта в дворцово-парковом ансамбле Хэмптон-Корт в Лондоне.

## Биография
Дата рождения Джорджа Лондона неизвестна. Наиболее вероятно около 1640 года.
Много работал как садовый и ландшафтный архитектор в усадьбах Англии. Был одним из основателей Brompton Park Nursery в 1681 году. Джордж был садовником Генри Комптона во дворце в Фулеме. Генри Уайз (1653—1738) был его учеником, и позже они вместе работали в садах в Хэмптон-Корте, Военном госпитале в Челси, Лонглите, Чатсуорт-хаусе, Мельбурн-холле, Уимпол-холле и Касл-Ховарде. Посаженный ими в 1690 году сад короля Вильгельма III стал самый известной их работой, именуемой как Хэмптон-Кортский лабиринт.
Вместе Уильямом Талманом был назначен на должность первого помощника Уильяма Бентика, главного руководителя-хранителя королевских садов.
В своих работах стремился к стилю барокко.
Его садовые проекты в Хэнбери-холле близ Бромсгроув были восстановлены с использованием планов, современных исследований и археологических данных.
Его чёрная могильная плита находится в Церкви Всех Святых в Фулеме, где он похоронен со своей женой Элизабет.